# Tomáš Mazanec
Tomáš Mazanec (17. června 1857 nebo 1858 Lhota – 24. srpna 1946) byl rakouský politik české národnosti z Čech, na počátku 20. století poslanec Říšské rady.

## Biografie
Uvádí se jako majitel hospodářství v Lhotě. V Chytilově adresáři z roku 1915 je evidován jako člen obecního zastupitelstva ve Lhotě a místopředseda zdejšího Hospodářského strojního družstva.
Působil i jako poslanec Říšské rady (celostátního parlamentu Předlitavska), kam usedl ve volbách roku 1907, konaných poprvé podle všeobecného a rovného volebního práva. Byl zvolen za obvod Čechy 007. Po volbách roku 1907 usedl do poslaneckého Klubu českých agrárníků. Neúspěšně se o mandát poslance ucházel i ve volbách roku 1911, nyní jako samostatný agrární kandidát, proti oficiálnímu agrárnímu kandidátovi.
Byl aktivní i v regionální politice jako okresní starosta v Lomnici nad Lužnicí. Do této funkce ho potvrdil císař roku 1906. Ve funkci byl opětovně potvrzen i roku 1910 a 1914.